# Sinophlaeobida taiwanensis
Sinophlaeobida taiwanensis är en insektsart som beskrevs av Yin, X.-c. och Hong Yin 2007. Sinophlaeobida taiwanensis ingår i släktet Sinophlaeobida och familjen gräshoppor. Inga underarter finns listade i Catalogue of Life.